# Hurri nyelv
A hurri nyelv (ḫu-ur-ri, azaz ḫūrri, ḫūri) a hurrik (hurriták) által beszélt nyelv. Első biztos nyelvemlékeik Mári levéltárából, i. e. 1800 körüli időből származnak. Megjelenésüket mégis i. e. 2300 körülre teszik, de csak nyelvtörténeti indokokkal, amire eddig semmilyen régészeti, vagy egyéb történeti adat nincs. Az eblai szövegekben néhány névben hurri eredetet tételeznek fel, de ez félezer évvel előzi meg a máribeli előfordulásokat. A hurri nyelv az i. e. 2–1. évezred fordulóján tűnik el a forrásokból, párhuzamosan a hettita és az ugariti nyelvemlékek eltűnésével. I. Tukulti-Ninurta asszír király (i. e. 1244–1208) Mitanni elfoglalása után a hurrikat kitelepítette. A nyelv túlélésére számos elmélet született, az bizonyos, hogy még Assur-bán-apli idején is találhatók tipikus hurri személynevek az asszír feliratokban.
A hurrik Mitanni ókori királyságában alkottak többségi etnikumot, amely Északnyugat-Mezopotámiában volt. A hurri nyelv az i. e. 14. század körül Kelet-Anatóliában és Észak-Szíriában is terjedt, amikor Mitanni politikai hegemóniája a legnagyobb mértékű volt. Általában úgy tartják, hogy ez a nyelv az örmény hegyek felől érkezett.
Nyelvük a hurro–urartui nyelvcsaládba tartozott. A nyelvcsalád népeinek őshazája Anatólia keleti része, a Kaukázus déli oldala volt. A hurri nyelv ma még jórészt ismeretlen. Bilingvis nélkül nem lehet megbízhatóan elolvasni.

## A nyelv neve
A hurri nyelvet a hurri (vagy hurrita) nép beszélte. Hettita forrásokban ḫur-li-li, a héberben ḥorî, a görögben χορραιοος. Az ugariti ábécében ḫrġ, amelyet khurugi alakban szokás hangzósítani.

## Besorolása
A hurri nyelv az ergatív-abszolutív nyelvek közé tartozó agglutináló nyelv. E tulajdonságai elkülönítik az indoeurópai nyelvektől – az előbbi a sémi nyelvektől is –, annak ellenére, hogy sokáig az első ismert indoeurópai nyelvként tartották számon. Az ergatív mondatszerkezet azt jelenti, hogy nem ismeri az alany- és tárgyesetet. A tárgyeset helyett a mondat tárgya, vagyis a cselekmény „szenvedője” absolutivusban marad, „aktívuma” (végrehajtója) pedig ergativust. Tárgyas ige esetén tehát a mondat alanya kap ergativust, tárgyatlan ige esetén pedig absolutivust. Az agglutinálás suffixumok sorozatában látható, a ragok halmozása (ragasztása) általános, ezek meghatározott sorrend szerint kapcsolódnak a tőhöz.
A nyelv besorolása bizonytalan, esetleges. Első kutatói az indoeurópai istennevek megjelenése miatt azonnal indoeurópainak sorolták be. Sokszor említik, hogy indoárja eredetűek az istennevek, azonban az indoárják (azaz a szanszkrit nyelv) több száz évvel később jelennek meg India peremvidékein, mint ahogy a hurri feltűnik. Jelentős különbségek is megfigyelhetők az indoeurópai nyelvek és a hurri között. A nosztratikus nyelvcsaládelmélet létrehozói az alarodi óriásnyelvcsaládba sorolták az északkelet-kaukázusi nyelvekkel együtt. Már az 1950-es években Igor Mihajlovics Gyjakonov és Szergej Anatoljevics Sztarosztyin a kelet-kaukázusi nyelvek ősének tekintette, de újabb bilinigvisek alapján a szóazonosításban több helyen tévedtek. A ragozás és az ergatív szerkezet együttes léte, valamint az ismert szókincs, az istennevek és egyéb jellemzők miatt állították fel a hurro-urartui nyelvcsaládot, amelynek jelenleg két tagja van, a hurri és az urartui. Egyes kutatók a titokzatos Subartu népével is azonosítják őket, de subartui nyelvemlékek hiányában ezt nehéz bizonyítani.
A hurri nyelvemlékek legnagyobb része három gócba összpontosul, a nuzi levéltár, az Amarna-levelek és a hattuszaszi hettita levéltár dokumentumaiban van nagyobb mennyiségű hurri anyag. A hettita dokumentumok és a nuzi levéltár nyelvezete között elég jelentős különbség van, de egyelőre nem tudni, hogy ezek nyelvjárási különbségek vagy más nyelvek hatásának nyomai. A hurri nyelv jelentős hatással volt a hettita nyelvre, és nem zárható ki a visszahatás sem.

## A magyar nyelv hurri eredetű szavai
A Kaukázustól délre eső terület volt az eurázsiai fémművesség egyik fő központja. A hurri nyelvből néhány széleskörűen elterjedt vándorszó ered. A magyar vas szót is egyes nyelvészek a hurri nyelv ušḫu szavára vezetik vissza, amit a Kaukázustól északra elhelyezkedő magyarok a kaukázusi avarok nyelvéből vettek át, amely genetikai kapcsolatban állt a hurrik nyelvével. A magyar vas szóhoz a mai élő nyelvek fémet jelentő szavai közül az örmény nyelv (v)oski szava áll legközelebb, ami az örmény nyelv urartui (káld) szubsztrátumával magyarázható, amely nyelv a hurri közeli rokona volt.
Hasonló a hettita Ištānu, hurri Eštan istennevek esete is, a magyarban mint isten található meg.
A Kaukázustól délre eső terület észak-kaukázusi nyelvű népei nemcsak a fémművesség, hanem a neolitikus forradalom vívmányainak létrehozói és elterjesztői is voltak. Erre mutat az indoeurópai nyelvek több száz állattartásra és földművelésre vonatkozó terminológiája.

## Hangtana

### Mássalhangzók
|             | bilabialis | bilabialis | labiodentalis | labiodentalis | alveolaris | alveolaris | palatalis | palatalis | velaris | velaris   | glottális stop | glottális stop |
| ----------- | ---------- | ---------- | ------------- | ------------- | ---------- | ---------- | --------- | --------- | ------- | --------- | -------------- | -------------- |
| zöngétlen   | zöngés     | zöngétlen  | zöngés        | zöngétlen     | zöngés     | zöngétlen  | zöngés    | zöngétlen | zöngés  | zöngétlen | zöngés         |                |
| plosiva     | p          | b          |               |               | t          | d          |           |           | k       | g         | ʔ, ˀ           |                |
| affrikáta   |            |            |               |               | [ts] <s>   | [dz] <z>   | ś         |           |         |           |                |                |
| frikativa   |            |            | f             |               | [s] <š>    | [z] <ž>    |           | ź         | ḫ       | γ         |                |                |
| nasale      |            | m          |               |               |            | n, nn      |           |           |         |           |                |                |
| vibrans     |            |            |               |               |            | r, rr      |           |           |         |           |                |                |
| approximans |            |            |               |               |            | l, ll      |           |           |         |           |                |                |
| félhangzók  |            | (w)        |               |               |            |            |           | (y)       |         |           |                |                |

### Magánhangzók
|         | elülső | centrális | hátsó |
| ------- | ------ | --------- | ----- |
| zárt    | i      |           | u     |
| közepes | e      |           | o     |
| nyílt   |        | a         |       |

## Főnévragozás
|                | singularis   | singularis | singularis | singularis | pluralis           | pluralis       | pluralis      | pluralis       |
|                | ált.         | -a-tő      | -i-tő      | -u-tő      | ált.               | -a-tő          | -i-tő         | -u-tő          |
| absolutivus    | ∅            | ∅          | -i         | -u, -i, ∅  | ∅, -lla, -(a)ś     | -aśa, -aź      | -iśa, -iź     | -uśa, -uź      |
| ergativus      | -š           | -as        | -is        | -us        | -aśa, -aź          | -iśa, -iź      | -uśa, -uź     | -(a)śuš        |
| accusativus    | -n(i), -ne   | -an        | -in        | -un        | -(a)śan-i/-e       | -aźan          | -iźan         | -uźan          |
| genitivus      | -we          | -awi(:)    | -iwi(:)    | -uwi(:)    | -(a)śe [*-(a)ś-we] | -aźi(:)        | -iźi(:)       | -uzi(:)        |
| dativus        | -wa          | -awa       | -iwa       | -u(:)wa    | -(a)śa [*-(a)ś-wa] | -a(:)źa        | -iźa          | -uźa           |
| locativus      | -a           | -a         | -a         | -a         | -(a)ś-a, -a        | -aźa           | -iźa          | -uźa           |
| allativus      | -da          | -ada       | -ida       | -uda       | -(a)ś-ta           | -asta, -aśta   | -ista, iśta   | -usta, -uśta   |
| ablativus      | -dan         | -adan      | -idan      | -udan      | -(a)ś-tan          | -astan, -aśtan | -istan, iśtan | -ustan, -uśtan |
| instrumentalis | -ae          | -a(:)ˀi    | -a(:)ˀi    | -a(:)ˀi    | ?                  | ∅              | ∅             | ∅              |
| abl. – instr.  | -n(i), -n(e) | -ani       | -ini       | ∅          | -(a)śani, -(a)śane | -aźan(i:)      | -iźan(i:)     | -uźan(i:)      |
| comitativus    | -ra          | -ara       | -ira       | -ura       | -(a)śura           | -aźura         | -iźura        | -uźura         |
| equativus      | -nna         | -anna      | -inna      | -unna      | -(a)śunna          | -aźunna        | -iźunna       | -uźunna        |

A birtokos ragok a főnév ragozott alakjához kapcsolódnak:
| singularis  | singularis   | singularis | singularis   | singularis | singularis   | pluralis      | pluralis      | pluralis   | pluralis     | pluralis     | pluralis     |
| enyém       | enyém        | tiéd       | tiéd         | övé        | övé          | miénk         | miénk         | tiéd       | tiéd         | övék         | övék         |
| befejezett  | befejezetlen | befejezett | befejezetlen | befejezett | befejezetlen | befejezett    | befejezetlen  | befejezett | befejezetlen | befejezett   | befejezetlen |
| ----------- | ------------ | ---------- | ------------ | ---------- | ------------ | ------------- | ------------- | ---------- | ------------ | ------------ | ------------ |
| -wwe [*-wí] | -wwu [*wú]   | -b         | -be [*bí]    | -a         | -(y)i        | -wwaś [*-wáź] | -wwaś [*-wáź] | -śśi       | -śśu         | -yaś [*-yaź] | -yaś [*-yaź] |

## Személyes névmások
|             | singularis | singularis | singularis       | pluralis             | pluralis   | pluralis         |
|             | én         | te         | ő                | mi                   | ti         | ők               |
| absolutivus | ište       | be         | mane, mani, -nna | šattil, šattitil(la) | bella      | manella          |
| accusativus | -at(ta)    | -am(ma)    | -a(n), -ma       | atil(la)             | ab(ba)     | al(la)           |
| ergativus   | išaš       | beš        | manuš            | šieš                 | beśuš      | manšuš           |
| genitivus   | šuuwe      | bewe       | –                | ?                    | beše, biši | ?                |
| dativus     | šuuwa      | bewa       | –                | šaša(?)              | beśa       | šētani           |
| locativus   | ?          | ?          | ?                | ?                    | ?          | ?                |
| allativus   | šuta       | ?          | ?                | šašuta(?)            | ?          | ?                |
| ablativus   | ?          | ?          | manutan          | ?                    | ?          | ?                |
| comitativus | šura       | ?          | manura           | ?                    | ?          | manšura, manšora |
| equativus   | ?          | ?          | manuunna         | ?                    | ?          | ?                |

## Birtokos névmások
A birtokos névmások ragként jelennek meg, eltérően az indoeurópai nyelvektől. Például attaib = attai+b = apa+tiéd = apád, ellentétben az angol your father, német dein Vater = „tiéd apa” képzéssel. A birtokrag az első ragelem a szóban, más ragok is követhetik az agglutinálásnak megfelelően, amikor a birtokrag részben megváltozhat.
|                                                    | enyém        | tiéd        | övék   | miénk         | tiétek | övék         |
| -------------------------------------------------- | ------------ | ----------- | ------ | ------------- | ------ | ------------ |
| utolsó ragként                                     | -wwe [*-wí]  | -b          | -a     | -wwaś         | -śśi   | -yaś [*-jaź] |
| nem utolsó ragként mássalhangzó előtt, kivéve b, w | -wwu- [*-wú] | -be- [*-bí] | -(y)i- | -wwaś- [*wáź] | -śśu-  | -yaś-        |
| nem utolsó ragként magánhangzó és b, w előtt       | -iww-        | -b-         | -(y)i- | -iwwaś-       | -śśu-  | -yaś-        |

## Számnevek
|            | 1           | 2     | 3     | 4        | 5       | 6    | 7        | 8          | 9     | 10     | 13 és 30 | 17 és 70  | 18 és 80 | 10 000 | 30 000    |
| ---------- | ----------- | ----- | ----- | -------- | ------- | ---- | -------- | ---------- | ----- | ------ | -------- | --------- | -------- | ------ | --------- |
| tőszámnév  | śukko, śuki | śini  | kike  | tumni    | nariya  | śeśe | śinti    | kiri, kira | tamri | ēmani  | kikmani  | śintimani | kirmani  | nupi   | kike nupi |
| sorszámnév | ?           | śinzi | kiśki | tumnuśśe | nariśśe | ?    | śintiśśe | ?          | ?     | ēmanźe | ?        | ?         | kirmanźe | ?      | ?         |